# Kingsbury Engineering

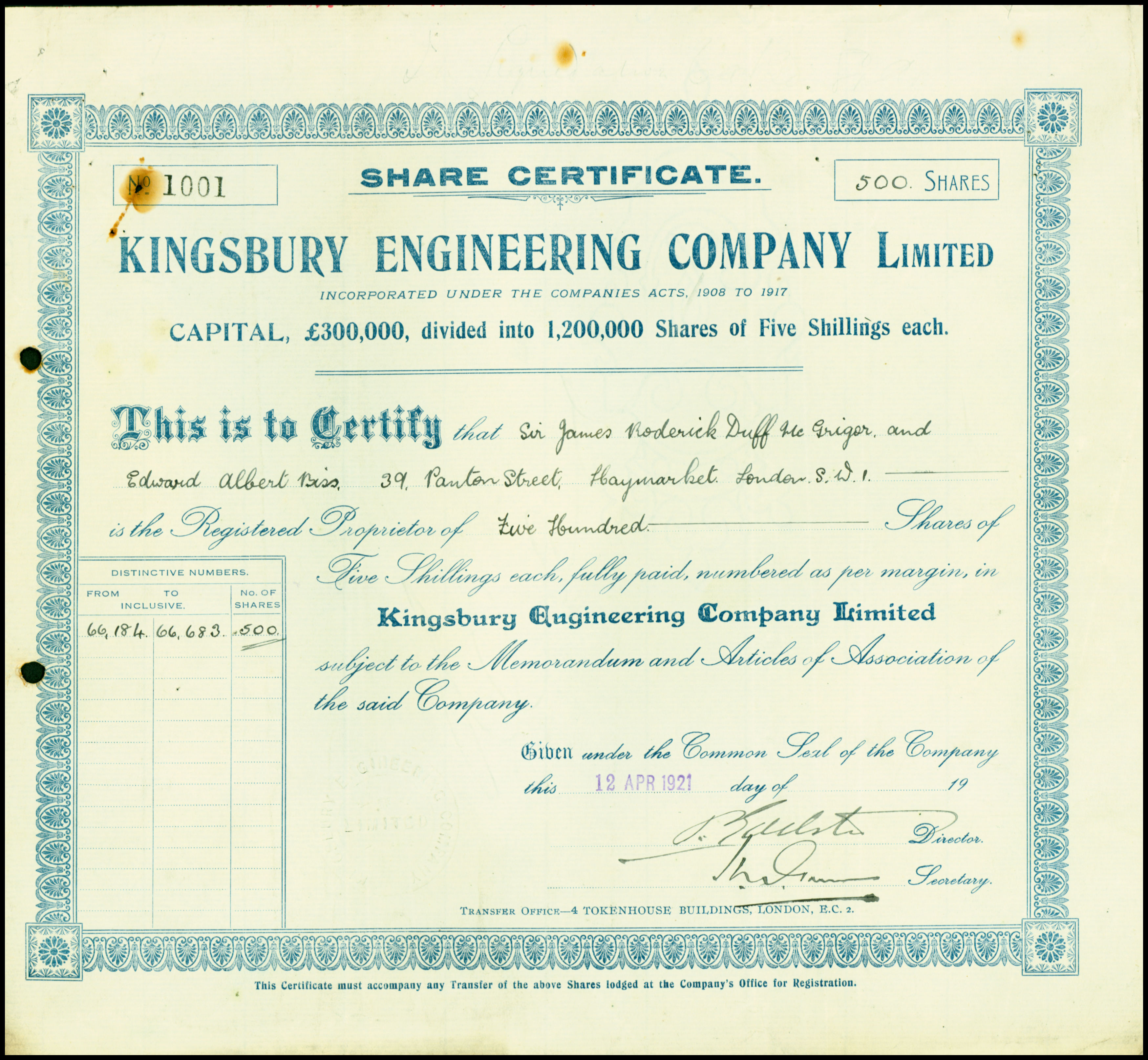
Aktie der Kingsbury Engineering Company Ltd vom 12. April 1921

Die Kingsbury Engineering Co. Ltd. war ein britischer Automobilhersteller in Kingsbury (London). Dort wurde von 1919 bis 1921 ein Leichtautomobil hergestellt.
Der Kingsbury Junior war ein leichter, offener Tourenwagen mit zwei Sitzplätzen. Angetrieben wurde er von einem seitengesteuerten Zweizylinder-Reihenmotor mit 1,0 l Hubraum. Er wurde auch als 8/10 hp bezeichnet. Sein Radstand betrug 2591 mm.
Bereits 1922 war der Junior und mit ihm die ganze Marke wieder vom Markt verschwunden. Die Betriebsanlagen übernahm 1923 das Karosseriebauunternehmen Vanden Plas (England), das kurz zuvor nach einer Insolvenz neu gegründet worden war.

## Modelle
| Modell | Bauzeitraum | Zylinder | Hubraum  | Radstand |
| ------ | ----------- | -------- | -------- | -------- |
| Junior | 1919–1921   | 2 Reihe  | 1018 cm³ | 2591 mm  |